# Муфлон
Муфлон (лат. Ovis gmelini) је врста дивље овце. Донедавно подврсте муфлона и уријала сматране су за две групе подврста муфлона. Домаћа овца (Ovis aries) води порекло од муфлона.

## Подврсте
Подврсте муфлона:
- Јерменски муфлон (Ovis gmelini gmelini)
- Исфахански муфлон (Ovis gmelini isphahanica)
- Ларистански муфлон (Ovis gmelini laristanica)
- Кипарски муфлон (Ovis gmelini ophion)
- Европски муфлон (Ovis gmelini musimon)

## Распрострањење
Врста је присутна у Ирану, Јерменији, Азербејџану и Турској.
Подврста јерменски муфлон (Ovis gmelini gmelini) насељава Иран где се може наћи у десет заштићених подручја, три резервата природе и једном националном парку (највећа популација је у националном парку Језеро Урмија и то на острву у језеру), а има га и на Кавказу, у Јерменији, Азербејџану, Турској, Ираку и Израелу. Подврста исфахански муфлон (Ovis gmelini isphahanica) насељава западни Иран (може се наћи и у три заштићена подручја). Подврста ларистански муфлон (Ovis gmelini laristanica) насељава јужни Иран (може се наћи и у неколико заштићених подручја).
Кипарски муфлон (Ovis gmelini ophion) насељава острво Кипар али се може наћи и на европском континенту где није аутохтон. Европски муфлон (Ovis gmelini musimon) насељава велики део Европе, а аутохтон је на острвима Корзика и Сардинија.
За подврсте европски и кипарски муфлон се верује да потичу од раних припитомљених оваца које су у неолиту донели људи на острва Сардинију, Корзику и Кипар. Где су побегле у дивљину и населиле планине у унутрашњости острва, а временом се развиле у посебне подврсте.

## Станиште
Муфлон насељава сушна станишта, углавном травната, а ређе шумовита подручја. Биљоједи су, хране се травама, лишћем жбунова и зрневљем.
Врста је по висини распрострањена до 1.500 метара надморске висине.

## Понашање
Већи је и паметнији од свог припитомљеног сродника. Живи у стаду које има десетак јединки, које се правећи велике скокове, крећу хитро по планинама. Муфлони живе у Азији, мада их има и у Европи. Рогови су код мужјака и женке савијени уназад. Рогови мужјака су врло дугачки: могу достићи дужину до једног метра. Захваљујући оштром виду, муфлон може да примети своје непријатеље (вука) на великој удаљености. У лето, стадо мужјака (овнова) се придружује стаду женки (овци); тада почињу борбе роговима за наклоност женки. Четири месеца касније, оплођене женке се одвајају од стада, да би свака донела на свет једно до два младунчета (јагњета). Младунче почиње да пасе самостално кад напуни две недеље, а престаје да сиса око шестог месеца. Уколико не сконча као трофеј у салону неког ловца, може да живи до десет година.

## Угроженост
Ова врста се сматра скоро угроженом у погледу угрожености од изумирања. Муфлоне пре свега угрожавају ловокрадице, али и конкуренција са домаћом стоком због прекомерне испаше.